# قاعدة سانديا
كانت قاعدة سانديا مركز تركيب السلاح النووي الرئيسي في وزارة دفاع الولايات المتحدة منذ 1946 حتى 1971. كانت تقع على الطرف الجنوبي الشرقي من ألباكركي. على مدى خمسة وعشرين عاماً، استمرت في قاعدة سانديا ذات السرية العالية والقاعدة التابعة «قاعدة مانزانو» أبحاث الأسلحة الذرية وتطويرها وتصميمها واختبارها والتدريب عليها وهي الأبحاث التي كانت تابعة لمشروع مانهاتن أثناء الحرب العالمية الثانية.
كما كان تصنيع وتركيب وتخزين الأسلحة النووية يتم في قاعدة سانديا. لعبت القاعدة الدور الأساسي في فترة الردع النووي للولايات المتحدة أثناء الحرب الباردة. عام 1971، تمّ دمجها مع قاعدة كيرتلاند الجوية.

## الجغرافيا
كانت قاعدة سانديا تقع على الإحداثيات 35° 02' 25" N, 106° 32' 59" W على ارتفاع حوالي 5,394 قدما (1,644 متر)عن مستوى سطح البحر. وذلك في الركن الجنوبي الشرقي من ألبوكيريك، تحدّها لويزيانا بوليفارد إس إي وقاعدة كيرتلاند الجوية في الغرب ويوبانك أفنيو إس إي وجبال سانديا في الشرق وأراضي آيليتا بيبلو في الجنوب.

## وصلات خارجية
- قاعدة كيرتلاند الجوية
- مشروع مانهاتن
- موقع نيفادا للاختبارات نسخة محفوظة 3 أبريل 2008 على موقع واي باك مشين.
- مختبر لوس ألاموس الوطني
- White Sands Missile Range نسخة محفوظة 23 يوليو 2011 على موقع واي باك مشين.